# 中央学院大学
中央学院大学（ちゅうおうがくいんだいがく、英語: Chuo Gakuin University）は、千葉県我孫子市久寺家451に本部を置く日本の私立大学。1900年創立、1966年大学設置。大学の略称はCGU、中央学大、中央院大。かつては中学大、中院大という略称も使われたが、その後中部学院大学や中京学院大学が設立されたため、メディア等では「中央院大」「中央学大」と表記されることが多い。

## 概観

### 大学全体

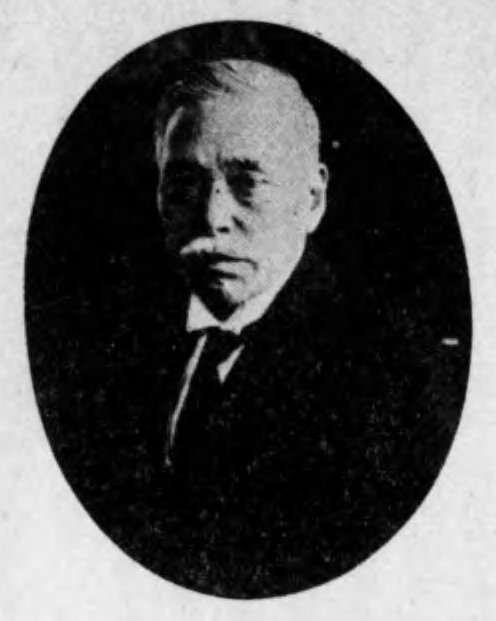
高楠順次郎

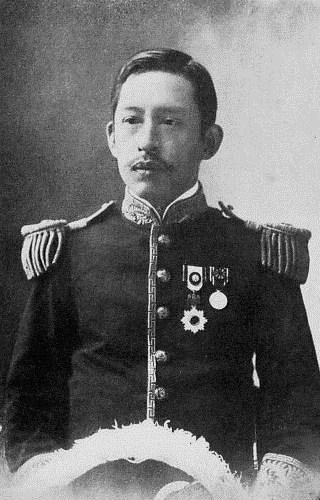
南岩倉具威

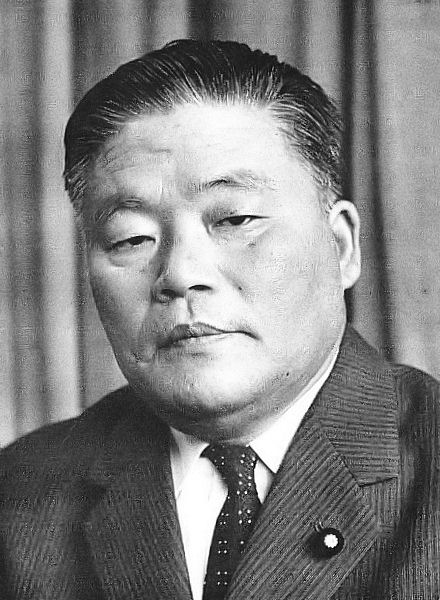
大平正芳

仏教学者の高楠順次郎らが南岩倉具威男爵を初代校長に迎えて1900年に創立した日本橋簡易商業夜学校を起源とする大学である。戦後、新制の中央商科短期大学を母体に1966年、千葉県東葛飾郡我孫子町（現：我孫子市）に商学部商学科からなる4年制単科大学として設立された。開学にあたり、内閣総理大臣や大蔵大臣、外務大臣などを歴任した大平正芳が初代理事長に就任し、北海道開発庁長官や自治庁長官などを務めた川島正次郎が校地の取りまとめを行った。
2021年現在、3学部3学科・1研究科を設置している。2021年度の学部の入学者数は803人、在学者数は3,317人であった。

### 建学の精神（校訓・理念・学是）
建学の精神
「公正な社会観・倫理観の涵養」
教育理念
「徹底した少数教育を通じて、公正な社会観と倫理観を涵養し、実力と創造力をそなえた有能な社会人を育成する」
スローガン
「STAND BY YOU」
- 学生一人ひとりに寄り添い支える教育の実践。

## 沿革

### 年表
- 1900年 - 高楠順次郎らが南岩倉具威を校長に迎え日本橋簡易商業夜学校設立（現在の東京都中央区日本橋）。
- 1902年 - 京橋区新川（現在の中央区新川）に中央商業学校（甲種実業学校）開校。新川公園には記念碑がある。
- 1948年 - 商業学校を廃し新学制による中央高等学校（商業科、普通科）を設置。
- 1951年 - 学校法人中央学院を設置。中央商科短期大学を設置。
- 1955年 - 中央高等学校の商業科を独立させ、中央商業高等学校を設置。
- 1966年 - 中央学院大学設立。商学部商学科を設置。大平正芳が初代理事長に就任。
- 1970年 - 中央学院高等学校を設置。
- 1985年 - 法学部法学科を設置。
- 1989年 - 「オープンカレッジ（市民公開講座）」開始。
- 1990年 - 本格的な社会人教育機関「アクティブセンター」設置（後に生涯学習センター）。
- 1994年 - 中央学院大学に生涯学習センターを設置。
- 1996年 - 大学創立30周年を迎える。30周年記念館（6号館）が竣工。
- 1998年 - 中央商業高等学校を中央学院大学中央高等学校に校名変更。
- 2000年 - 中央学院大学に社会システム研究所を設置（旧総合科学研究所・比較文化研究所・地方自治研究センターを統合）。中央商科短期大学の学生募集を停止。
- 2001年 - 中央商科短期大学を廃止、中央学院大学中央高等学校が東京都中央区から東京都江東区へ移転。
- 2002年 - 中央学院法人創立100周年を迎える。中央学院100周年大学記念館が竣工。
- 2006年 - 大学創立40周年を迎える。商学研究科を設置。
- 2012年 - 中央学院法人創立110周年を迎える。
- 2016年 - 大学創立50周年。公式マークと公式キャラクター「ちゅーいんこ」（応援団員スタイルの黄色いセキセイインコ）を制定・発表。
- 2017年 - 現代教養学部現代教養学科を設置。

## 基礎データ

### 所在地

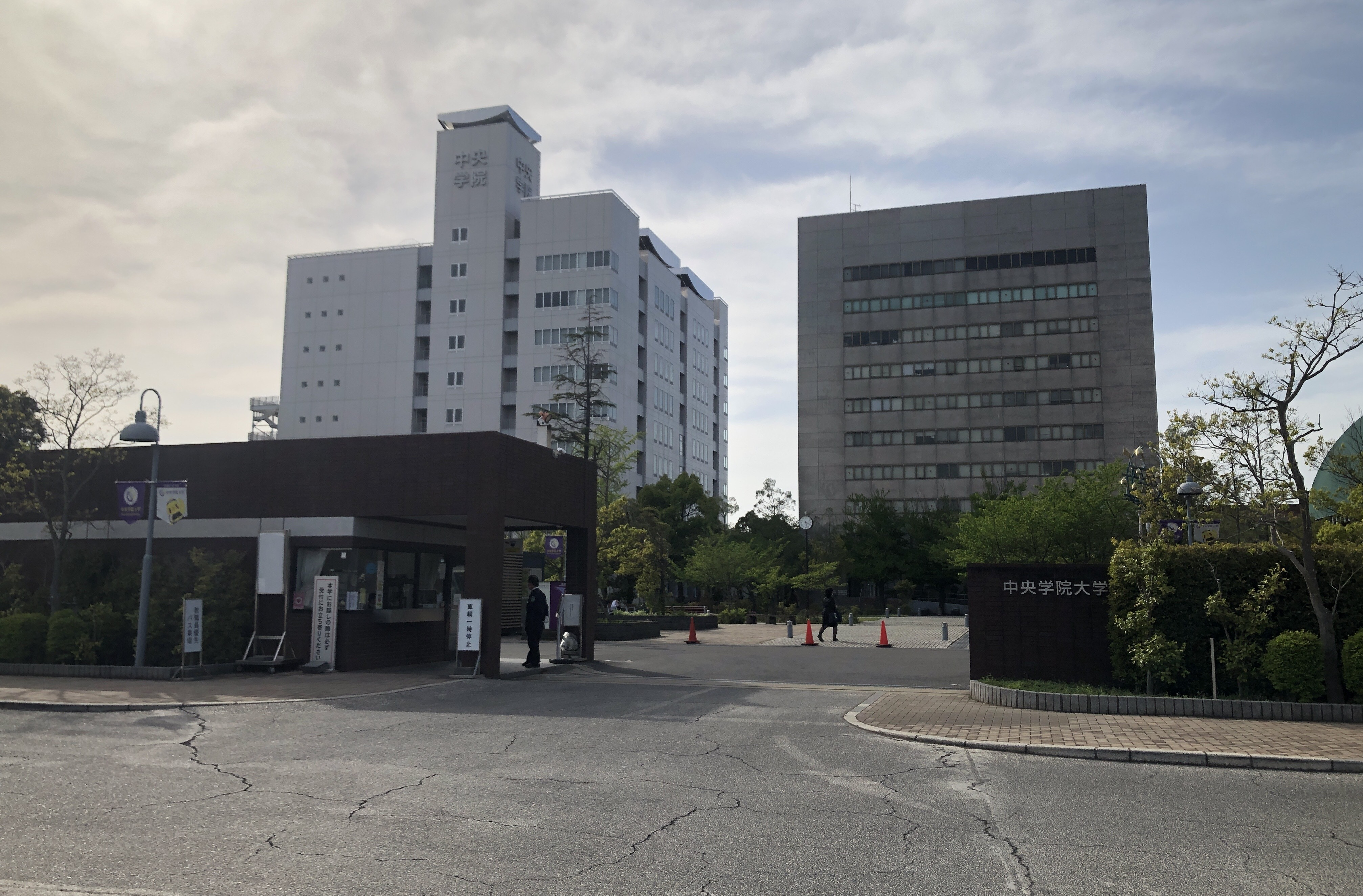
正門の様子（2023年4月撮影）
（右側が研究棟、左側が6号館）

- 千葉県我孫子市久寺家451

### 象徴
- 公式キャラクターは「ちゅーいんこ」（応援団員スタイルの黄色いセキセイインコ）。
- スクールカラーは紫。大学ロゴなどには紫のほかに黄色もよく使われる。黄色は利根川と手賀沼の河川敷に広がる “稲穂” の色であると同時に千葉県の花である “菜の花” の色でもあり、これもまた常に地域とともにある大学の姿勢を示している[1]。

## 教育および研究

### 組織

#### 学部
全学部において1年次のゼミは必修であり、現代教養学部は4年次まで必修となっている。
- 商学部
  - 商学科
    - 商学総合コース
    - 経営コース
    - 国際ビジネスコース
    - 会計コース
    - 経済コース
    - 情報コース
    - スポーツキャリアコース

- 法学部
  - 法学科
    - 司法コース
    - 行政コース
    - ビジネスキャリアコース　
    - フィールドスタディーズコース（2017年4月：現代社会と法コースより名称変更）
    - スポーツシステムコース

- 現代教養学部
  - 現代教養学科

#### 大学院
- 商学研究科
  - 商学専攻
    - 経営学課程
    - 会計学課程

#### 附属機関
- 生涯学習センター（アクティブセンター）
- 社会システム研究所
- 中央学院大学図書館
- 館山セミナーハウス

## 学生生活

### 学園祭
毎年10月末から11月初め頃に「あびこ祭」が開催される。2020年度、2021年度においては、いずれも新型コロナウイルスの感染拡大防止のため中止となった。

### 体育会系クラブ
体育会系クラブは20あり、そのうち6つは強化指定クラブとなっている。

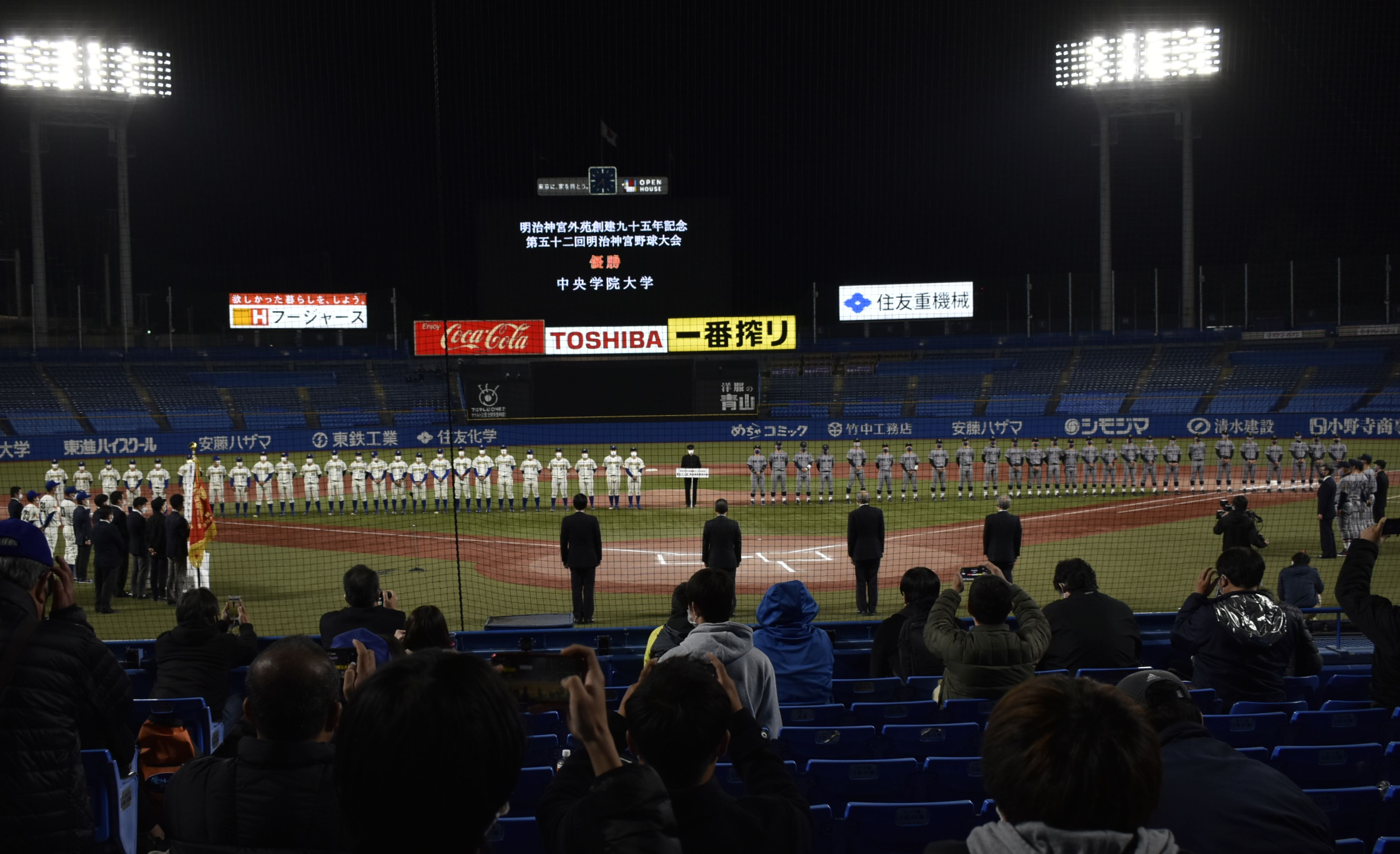
明治神宮外苑創建九十五年記念 第52回 明治神宮野球大会 2021年11月25日

駅伝部
東京箱根間往復大学駅伝競走（箱根駅伝）には、1994年の第70回大会から2025年の第101回大会までの間に計24回の出場を果たし、シード権を5年連続を含め10度獲得している。2008年の第84回大会では、予選会を1位で通過、本戦では2区の木原真佐人、9区の篠藤淳の活躍もあり過去最高の成績となる総合3位に入賞。この時、篠藤淳は金栗杯（MVP）を受賞した。
硬式野球部
明治神宮野球大会では2021年（第52回大会）に初優勝を遂げた。全日本大学野球選手権大会には1988年から2024年までの間に計8回出場、2016年（第65回大会）に準優勝を果たした。千葉大学野球リーグ1部に所属。
ゴルフ部
2007年の第44回全国大学ゴルフ対抗戦準優勝などの実績を持ち、プロゴルファーも多数（男子14名・女子2名）輩出している。
バレーボール部
関東リーグ1部昇格（2006年）。全日本インカレ・ベスト8 （2007年）、全日本大学ビーチバレー選手権大会・優勝（2006年）などの実績を持つ。OBも、2010年第16回アジア競技大会金メダル・全日本チームメンバーの上場雄也をはじめ、Vリーグ選手として多数在籍している。

サッカー部
男子サッカー部は関東大学サッカーリーグ3部に所属。女子サッカー部は2014年度に創部した。
チアリーディング部
主に駅伝部と野球部の応援活動を行っている。

### 文化系クラブ
文化系クラブは11あり、そのうち吹奏楽部は強化指定クラブである。

#### 吹奏楽部
毎年12月に定期演奏会を開催するほか、コンクールにも出場している。

### 学生研究室[2]
学生が課外活動として学ぶ公認団体である。各研究室の目的に沿って掲げられた資格取得、検定合格を目指し、室員同士で教え合ったり、学内で講座を受講したりしている。
- 経理研究室
- 行政研究室
- 法制研究室
- 現代教養研究室

## 大学関係者と組織

### 大学関係者組織
学友会（卒業生による組織）と後援会（保護者による組織）がある。

## 施設

### キャンパス
JR東日本（常磐線・成田線）我孫子駅からスクールバスで約10分、徒歩で約20分の場所にある。正門から本館前広場が広がり、右側には本館（中央学院100周年大学記念館）、左側には図書館があり、中央には研究棟がある。その後ろには噴水跡と茶室があるセンター広場が広がり、5号館（教室棟）、6号館（30周年記念館）、食堂と購買が完備された学生会館（Via　ヴィア）、体育館等がある。また、6号館1Fにはセブン-イレブンがあり、その中にはセブン銀行ATMが設置されている。また、正門の道路を挟んだ向かい側には約700台を収容出来る駐車場がある。
2004年、中央学院100周年大学記念館が完成したのと同時に、創立当時からあった旧本館・2号館・3号館が取り壊され1・2・3は欠番となった。跡地は広場になっている。

## 対外関係

### 他大学との協定

#### 国内大学
- 放送大学[6]

#### 国際交流
交換留学制度を持つ姉妹校
- 淡江大学（台湾） - 1982年協定締結。新北市淡水区にある淡江大学は、本学を最初の海外提携校として協定書を締結して以来30年にわたって学生の文化交流や学術資料の交換等が行われており、1994年からは1年間の交換留学研修として毎年2名を相互に交換留学生としている。

- 京畿大学校（韓国） - 2008年協定締結。京畿道水原市とソウル市に2つのキャンパスを持ち観光学とアートデザインに力を入れる総合大学。2009年度より1年間の交換留学プログラムが行われており、毎年2名の交換留学生を相互に派遣している。

交流提携校
- 逢甲大学（台湾） - 2012年協定締結。台中市にある実業系の総合大学。本学とは大学院同士での交流を行っており、現地の夜間大学院生の日本における大学見学や短期研修プログラム等の受入を相互に行っている。

- 大連外国語大学（中国） - 2009年協定締結。1964年、当時国内唯一の日本語教育研究機関だった「大連日本語専科学校」を前身とし、現在は国際色豊かな高等教育機関へと発展。本学では同大学の「日本語学院」および「継続教育学院」と教育提携を行い、大学院や学部への学生の受け入れを行っている。

教育・研究分野での提携校
- 大邱大学校（韓国） - 1999年協定締結。大邱市近郊にある大邱大学校。百万坪の広大なキャンパスでは14学部に学生2万人が在籍する。本学とは情報交換や研究・教育活動を通し、交流を行っている。

- 長春工業大学（中国） - 2009年協定締結。1952年設立の長春工業大学は、吉林省最大の都市、長春市にある。国指定の職業技術大学となった現在では、7学部、6大学院とともに3つの研究所を有し、約18,000名の学生が在籍。本学とは大学院生の交換留学等による交流を行っている。

### 関連校
中央商科短期大学
廃止。
周南公立大学（旧・徳山大学）
1971年の開学から1974年まで学校法人中央学院が運営していた。なお、当初は「中央学院大学経済学部（徳山校舎）」とする計画であったが、当時の文部省から大学の距離が離れすぎており同一大学としての設立認可は困難との見解が出されたため「徳山大学」として開設した。その後、運営は出光興産など地元財界が出資してできた学校法人に移管されたが、一定の交流を持ち続けた。現在は公立大学化されて校名も周南公立大学となった。
その他
青森中央学院大学とは無関係である。

## 附属学校
- 中央学院高等学校
- 中央学院大学中央高等学校